# Landtagswahlkreis Stralsund II
Der Landtagswahlkreis Stralsund II ist ein Landtagswahlkreis in Mecklenburg-Vorpommern. Er umfasst von der Hansestadt Stralsund die Stadtgebiete Altstadt, Franken, Grünhufe, Kniepervorstadt, Langendorfer Berg, Lüssower Berg und Tribseer Vorstadt.

## Wahl 2021
Bei der Landtagswahl in Mecklenburg-Vorpommern 2021 kam es zu folgenden Ergebnissen:
| Partei               | Direktkandidaten           | Erststimmen      | Zweitstimmen     |
| -------------------- | -------------------------- | ---------------- | ---------------- |
| SPD                  | Beatrix Hegenkötter        | 25,5 %           | 33,6 %           |
| AfD                  | Bert Obereiner             | 16,2 %           | 15,8 %           |
| CDU                  | Ann Christin von Allwörden | 16,9 %           | 13,6 %           |
| DIE LINKE            | Sebastian Lange            | 11,3 %           | 9,0 %            |
| GRÜNE                | Anett Kindler              | 11,0 %           | 10,0 %           |
| FDP                  | Ralf Klingschat            | 9,0 %            | 7,0 %            |
| NPD                  | –                          | –                | 0,6 %            |
| Tierschutzpartei     | –                          | –                | 2,8 %            |
| FREiER HORIZONT      | –                          | –                | 0,2 %            |
| Die PARTEI           | –                          | –                | 1,2 %            |
| FREIE WÄHLER         | –                          | –                | 0,8 %            |
| PIRATEN              | Friedrich Smyra            | 1,9 %            | 1,0 %            |
| DKP                  | –                          | –                | 0,1 %            |
| Bündnis C            | –                          | –                | 0,1 %            |
| TIERSCHUTZ hier!     | –                          | –                | 0,8 %            |
| dieBasis             | Ronny Poge                 | 2,3 %            | 2,1 %            |
| DiB                  | –                          | –                | 0,1 %            |
| FPA                  | –                          | –                | 0,0 %            |
| LKR                  | –                          | –                | 0,0 %            |
| ÖDP                  | –                          | –                | 0,1 %            |
| Die Humanisten       | –                          | –                | 0,2 %            |
| Gesundheitsforschung | –                          | –                | 0,3 %            |
| Team Todenhöfer      | –                          | –                | 0,2 %            |
| UNABHÄNGIGE          | –                          | –                | 0,3 %            |
| Einzelbewerber       | Michael Philippen          | 5,9 %            | –                |
| Wahlberechtigte      | 28.167 Einwohner           | 28.167 Einwohner | 28.167 Einwohner |
| Wahlbeteiligung      | 69,5 %                     | 69,5 %           | 69,5 %           |

## Wahl 2016
Bei der Landtagswahl in Mecklenburg-Vorpommern 2016 kam es zu folgenden Ergebnissen
| Partei           | Direktkandidaten           | Erststimmen      | Zweitstimmen     |
| ---------------- | -------------------------- | ---------------- | ---------------- |
| SPD              | Heike Carstensen           | 20,9 %           | 23,6 %           |
| CDU              | Ann Christin von Allwörden | 22,2 %           | 22,6 %           |
| DIE LINKE        | Andrea Kühl                | 12,3 %           | 11,1 %           |
| GRÜNE            | Jürgen Suhr                | 9,9 %            | 8,5 %            |
| NPD              | –                          | –                | 2,1 %            |
| FDP              | Thoralf Pieper             | 3,6 %            | 3,5 %            |
| PIRATEN          | –                          | –                | 0,9 %            |
| FAMILIE          | –                          | –                | 0,7 %            |
| FREIE WÄHLER     | –                          | –                | 0,4 %            |
| Die PARTEI       | –                          | –                | 1,4 %            |
| Die Achtsamen    | Detlev Dürtler             | 1,0 %            | 0,4 %            |
| ALFA             | –                          | –                | 0,5 %            |
| AfD              | Matthias Laack             | 21,9 %           | 21,8 %           |
| Bündnis C        | –                          | –                | 0,1 %            |
| DKP              | –                          | –                | 0,2 %            |
| Freier Horizont  | Diethard Guse              | 1,7 %            | 0,7 %            |
| Tierschutzpartei | –                          | –                | 1,4 %            |
| Einzelbewerber   | Detlef Lindner             | 6,4 %            | –                |
| Wahlberechtigte  | 28.024 Einwohner           | 28.024 Einwohner | 28.024 Einwohner |
| Wahlbeteiligung  | 59,4 %                     | 59,4 %           | 59,4 %           |

## Wahl 2011
Die Landtagswahl in Mecklenburg-Vorpommern 2011 führte zu folgenden Ergebnissen:
| Partei                           | Direktkandidat         | Erststimmen     | Zweitstimmen    |
| -------------------------------- | ---------------------- | --------------- | --------------- |
| CDU                              | Detlef Lindner         | 34,3 %          | 29,9 %          |
| SPD                              | Heike Carstensen       | 26,7 %          | 28,0 %          |
| Die Linke Mecklenburg-Vorpommern | Maria Quintana Schmidt | 18,2 %          | 16,9 %          |
| Grüne                            | Jürgen Suhr            | 13,3 %          | 10,7 %          |
| NPD                              | Dirk Arendt            | 5,1 %           | 4,9 %           |
| Piraten                          |                        |                 | 3,3 %           |
| FDP                              | Nico Völker            | 2,4 %           | 2,8 %           |
| Familie                          |                        |                 | 1,8 %           |
| Freie Wähler                     |                        |                 | 0,6 %           |
| Die Partei                       |                        |                 | 0,4 %           |
| AB                               |                        |                 | 0,2 %           |
| PBC                              |                        |                 | 0,2 %           |
| REP                              |                        |                 | 0,1 %           |
| AUF                              |                        |                 | 0,1 %           |
| APD                              |                        |                 | 0,1 %           |
| ödp                              |                        |                 | 0,1 %           |
| Wahlberechtigte                  | 31476 Einwohner        | 31476 Einwohner | 31476 Einwohner |
| Wahlbeteiligung                  | 48,5 %                 | 48,5 %          | 48,5 %          |

## Wahl 2006
Bei der Landtagswahl in Mecklenburg-Vorpommern 2006 gab es folgende Ergebnisse:
| Partei          | Direktkandidat        | Erststimmen     | Zweitstimmen    |
| --------------- | --------------------- | --------------- | --------------- |
| CDU             | Jörg Vierkant         | 35,8 %          | 32,5 %          |
| SPD             | Klaus Mohr            | 25,3 %          | 26,3 %          |
| PDS             | Marc Quintana Schmidt | 18,3 %          | 16,3 %          |
| FDP             | Siegfried Schefter    | 8,9 %           | 9,7 %           |
| NPD             | Dirk Arendt           | 6,4 %           | 6,4 %           |
| Grüne           | Arnold von Bosse      | 5,2 %           | 4,6 %           |
| Familie         |                       |                 | 1,3 %           |
| Graue           |                       |                 | 0,7 %           |
| Deutschland     |                       |                 | 0,5 %           |
| WASG            |                       |                 | 0,4 %           |
| Bündnis für M-V |                       |                 | 0,4 %           |
| AGFG            |                       |                 | 0,3 %           |
| PBC             |                       |                 | 0,3 %           |
| APD             |                       |                 | 0,1 %           |
| AB              |                       |                 | 0,1 %           |
| Offensive D     |                       |                 | 0,1 %           |
| Wahlberechtigte | 31201 Einwohner       | 31201 Einwohner | 31201 Einwohner |
| Wahlbeteiligung | 55,3 %                | 55,3 %          | 55,3 %          |

## Wahl 2002
Bei der Landtagswahl in Mecklenburg-Vorpommern 2002 gab es folgende Ergebnisse:
| Partei          | Direktkandidat  | Erststimmen     | Zweitstimmen    |
| --------------- | --------------- | --------------- | --------------- |
| SPD             | Klaus Mohr      | 33,4 %          | 35,4 %          |
| CDU             | Jörg Vierkant   | 36,9 %          | 34,3 %          |
| PDS             | Karsten Neumann | 18,8 %          | 16,1 %          |
| FDP             | Thilo Seipel    | 5,3 %           | 5,2 %           |
| Grüne           | Jürgen Suhr     | 3,9 %           | 3,7 %           |
| Schill          |                 |                 | 2,2 %           |
| NPD             | Dirk Arendt     | 1,7 %           | 1,1 %           |
| Spaßpartei      |                 |                 | 0,5 %           |
| Bürgerpartei MV |                 |                 | 0,4 %           |
| REP             |                 |                 | 0,4 %           |
| Graue           |                 |                 | 0,3 %           |
| PBC             |                 |                 | 0,2 %           |
| V.P.M.V.        |                 |                 | 0,2 %           |
| SLP             |                 |                 | 0,0 %           |
| Wahlberechtigte | 30063 Einwohner | 30063 Einwohner | 30063 Einwohner |
| Wahlbeteiligung | 68,8 %          | 68,8 %          | 68,8 %          |